# Beata Stasińska

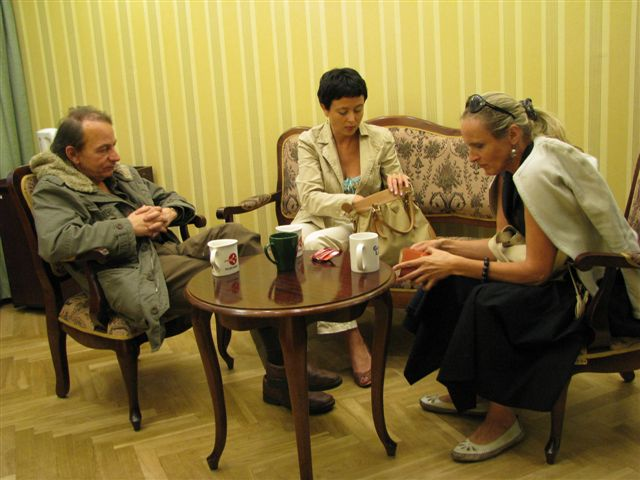
Michel Houellebecq, Ewa Wieleżyńska i Beata Stasińska, Warszawa, 2008

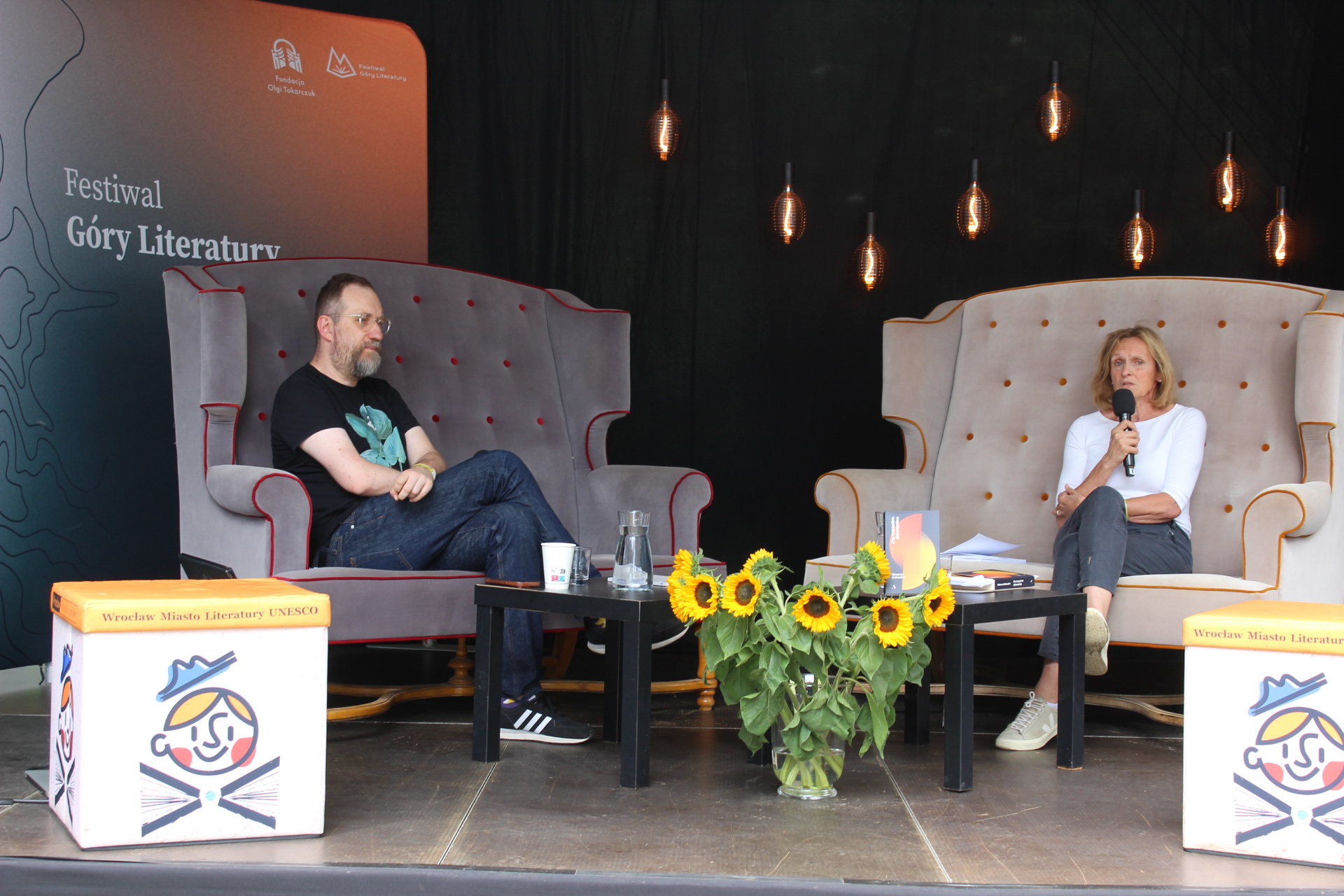
Michał Nogaś i Beata Stasińska

Beata Stasińska, z domu Pogorzelska (ur. 1960 w Warszawie) – polska wydawczyni, redaktorka, wykładowczyni akademicka. Współzałożycielka wydawnictwa W.A.B., promotorka literatury i polskich autorów. Od 2016 prowadzi Agencję Literacko-Scenariuszową.

## Biografia
Beata Stasińska urodziła się w 1960 r. w Warszawie. Ukończyła filologię polską na Uniwersytecie Warszawskim. W latach 1982-1985 była sekretarzem Igora Newerlego. W latach 1983-1987 współtworzyła podziemną gazetę związkową „Wola”. W latach 1987-1989 pracowała w dziale rękopisów Muzeum Literatury im. Adama Mickiewicza w Warszawie. Następnie została pracownikiem wydawnictwa PoMost. W latach 1991-1997 współprowadziła dodatek „Ex Libris” do gazety „Życie Warszawy”. 
W 1991 r. współzałożyła wydawnictwo W.A.B. Jako redaktorka naczelna i współwłaścicielka, promowała zarówno polskich pisarzy, takich jak Manuela Gretowska, Olga Tokarczuk, Wojciech Kuczok, Joanna Bator, Katarzyna Grochola czy Zygmunt Miłoszewski, jak i zagranicznych, w tym Michela Houellebecqa, Alice Munro, Imre Kertésza, Mo Yan i Elfriede Jelinek. W 2010 r. została usunięta z zarządu W.A.B. Po przejęciu wydawnictwa przez grupę Empik w 2011 r. powróciła jako prezes. W latach 2013-2015 była wiceprezesem Grupy Wydawniczej Foksal, którego częścią zostało wydawnictwo W.A.B.
Po sprzedaży udziałów i odejściu z W.A.B., w 2016 r., Stasińska założyła Agencję Literacko-Scenariuszową, która reprezentuje na świecie głównie polskich autorów. Od 2019 reprezentuje Oksanę Zabużko. Jest również aktywistką kulturalną, współinicjatorką ruchu Obywatele Kultury, mającego na celu zwiększenie nakładów finansowych na kulturę z budżetu państwa. Należała do Rady Programowej Kongresu Kobiet i Rady Funduszu Mediów. Jest członkinią Polskiego PEN-Clubu. Od 2001 r. prowadzi zajęcia na Uniwersytecie Warszawskim w ramach Podyplomowych Studiów Polityki Wydawniczej i Księgarstwa (PSPWiK). Jest w jury Nagrody Europejski Poeta Wolności i Nagrody Grand Press na najlepszą książkę reporterską roku. 

## Nagrody i wyróżnienia
- Odznaka „Zasłużony Działacz Kultury”[16]
- Order Narodowy Zasługi[17]
- Tytuł Kreator Kultury przyznawany przez tygodnik „Polityka” (2002)[16]
- Medal „Zasłużony Kulturze Gloria Artis” (2008)[18]